# Segamat
Segamat (en malayo: Segamat) es una localidad de Malasia, en el estado de Johor.
Se encuentra a 16 m sobre el nivel del mar. 

## Demografía
Según estimación 2010 contaba con 80284 habitantes.